# Pomianka (dopływ Prosny)
Pomianka – rzeka w Polsce, dopływ Prosny.
Początek bierze w okolicy wsi Aniołka Pierwsza w gminie Trzcinica. Przez większość swojego biegu płynie w granicach powiatu kępińskiego w województwie wielkopolskim. Jedynie ujściowy odcinek znajduje się w granicach gminy Bolesławiec w powiecie wieruszowskim, w województwie łódzkim. Uchodzi lewobrzeżnie do Prosny na jej 153,5 km na wysokości około 158 m n.p.m. na północ od Podbolesławca.
Pomianka ma długość 21,7 km. Zlewnia rzeki zajmuje powierzchnię 128,90 km². Jej podłoże budują głównie gliny zwałowe. W środkowym biegu Pomianki znajduje się duże zagłębienie wypełnione madami i piaskami rzecznymi, poprzecinane gęstą siecią niewielkich cieków i rowów melioracyjnych. W granicach zlewni cieku położone są trzy rezerwaty przyrody – „Oles w Dolinie Pomianki”, „Las Łęgowy w Dolinie Pomianki” i „Stara Buczyna w Rakowie”. Większość jej obszaru ma charakter typowo rolniczy z niewielkimi jednostkami osadniczymi.
Według typologii wód powierzchniowych opracowanej przez polskie Ministerstwo Środowiska ciek zaliczany był początkowo do typu 18 – potok nizinny żwirowy, jednak następnie był określany jako typ 16 – potok nizinny lessowy lub gliniasty. Taki typ przypisano mu też w planie gospodarowania wodami na obszarze dorzecza Odry z 2011. Jest jednolitą częścią wód powierzchniowych o kodzie PLRW600016184189, leżącą w regionie wodnym Warty. W 2009 stwierdzono dobry stan biologicznego wskaźnika jakości wód powierzchniowych, stan elementów fizykochemicznych określono jako poniżej stanu dopuszczalnego, stan ekologiczny zaklasyfikowano jako umiarkowany. Podobnie sklasyfikowano stan ekologiczny w 2018 (przekroczenia norm stanu dobrego dotyczyły niektórych substancji biogennych). Natomiast na podstawie kilku badanych substancji priorytetowych, m.in. WWA, stan chemiczny wód sklasyfikowano poniżej dobrego.
Pomianka wymieniona jest w Rozporządzeniu Rady Ministrów z dnia 17 grudnia 2002 r. w sprawie śródlądowych wód powierzchniowych lub części stanowiących własność publiczną jako istotny dla regulacji stosunków wodnych na potrzeby rolnictwa. Jest odbiornikiem oczyszczonych ścieków z oczyszczalni w Opatowie, wykorzystującej mechaniczno-biologiczny sposób usuwania nieczystości.